# (206462) 2003 TN10
(206462) 2003 TN10 — астероїд головного поясу, відкритий 15 жовтня 2003 року.
Тіссеранів параметр щодо Юпітера — 3,472.